# Tingshusmorden

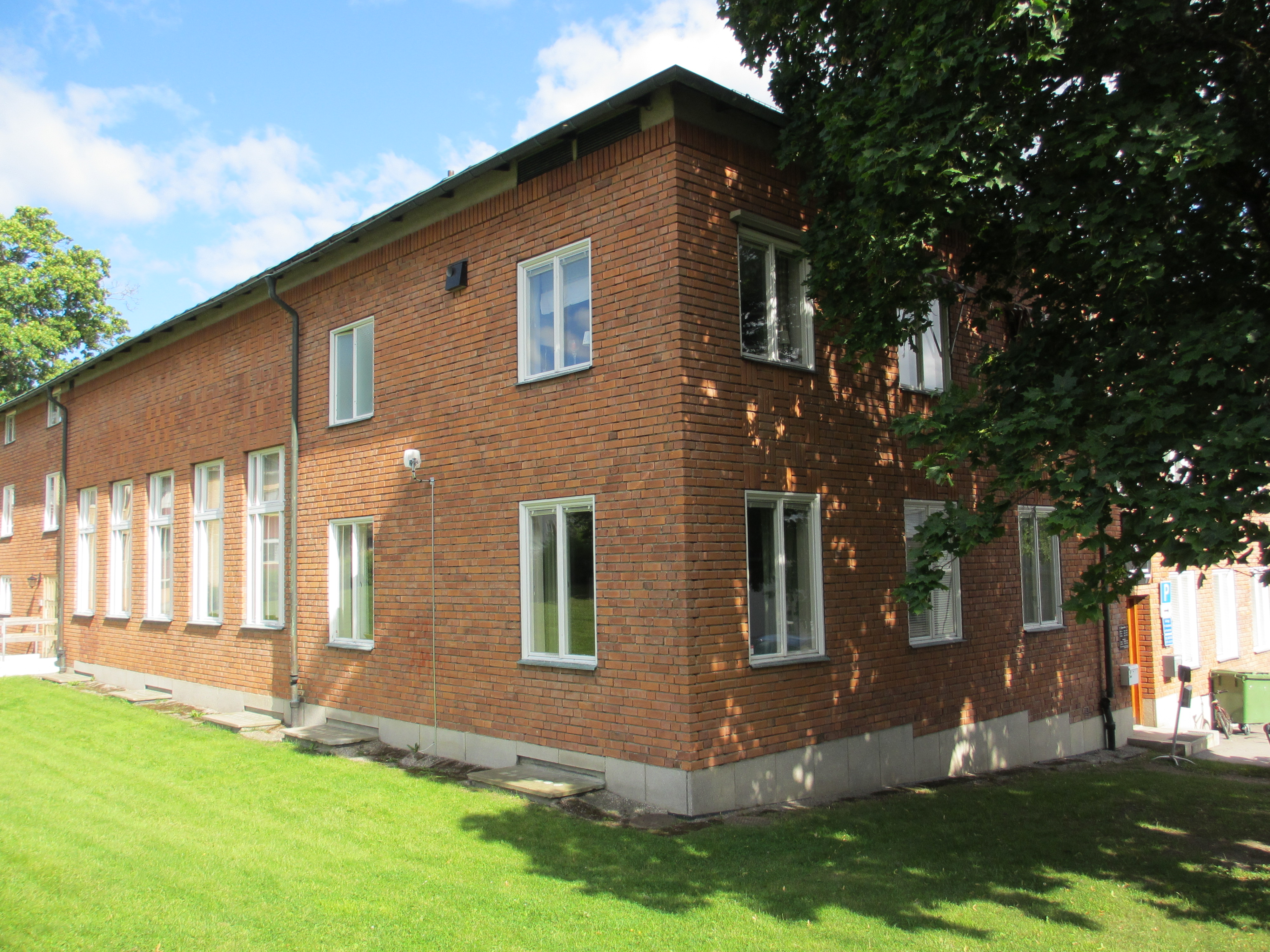
Morden begicks på första våningen i denna del av tingshuset i Söderhamn.

Tingshusmorden, även kallat Tingshusdramat, var ett uppmärksammat rättsfall då den 61-årige hemmansägaren Gunnar Bengtsson (1909–1993) från Bergvik den 1 mars 1971 sköt ihjäl fyra personer under en förberedande förhandling i ett tvistemål i Sydöstra Hälsinglands tingshus i Söderhamn. De mördade var Bengtssons tidigare partner Cecilia Ekestang (1903–1971), hennes advokat Ingemar Wåhlstedt, Bengtssons advokat Olof Fagerström samt lagmannen Yngve Carlson.

## Förhistoria
Bengtsson, som var en tystlåten ensam jordbrukare i Mobodarne, hade träffat Ekestang i samband med slåttern 1965. Hon var en sex år äldre utåtriktad kvinna från Stockholm med två äktenskap bakom sig. Trots de stora olikheterna i personlighet uppstod tycke och Ekestang avvecklade sina blomsterbutiker i Stockholm och flyttade till Bengtsson. Paret förlovade sig och tog ut lysning, men kort därefter började förhållandet spricka. Redan följande midsommar återvände Ekestang till Stockholm.
Därefter följde en rad ömsesidiga beskyllningar från Bengtsson och Ekestang. Vad som egentligen inträffade under den period de levde tillsammans är oklart, men han anklagades bland annat för att ha jagat henne med en höhacka och hon för att ha stulit hans frimärkssamling. Bengtsson hade lånat ut pengar till Ekestang utan kvitto, eftersom de haft för avsikt att ingå äktenskap, och han vägrade sedermera att låta henne återfå sitt bohag. Detta ledde till en lång rad rättsprocesser och överklaganden, vilka dock gick Bengtsson emot. Han bytte också advokat flera gånger under denna period. I januari 1971 skärpte Högsta domstolen i Stockholm en tidigare dom från hovrätten. Bengtsson dömdes till att betala 11 250 kronor till Ekestang och 20 500 kronor i rättegångskostnader.

## Morden
Utöver Högsta domstolens dom, vilken Bengtsson uppfattade som mycket hård, väntade ytterligare ett mål i vilket en förberedande förhandling skulle hållas den 1 mars 1971 klockan 9.30 i Söderhamn. På grund av den pågående SACO-SR-konflikten var endast några kontorister i tjänst i tingshuset (lagman Carlson tjänstgjorde på dispens). När de fem inblandade samlats i överläggningsrummet hade Ekestang passerat Bengtsson och enligt honom fällt en syrlig kommentar. Då brast det för Bengtsson som drog fram en pistol och avlossade 13 skott, vilka dödade de fyra övriga närvarande. Klockan 9.48 inkom larmet från kontorspersonalen: ambulans och polis till tingshuset.
Nyheten om morden spreds snabbt genom extra nyhetssändningar i radio. All tillgänglig polispersonal inkallades och ett massivt pådrag, med förstärkning från Gävle och Hudiksvall, drogs igång. Efter morden promenerade Bengtsson omkring tre kilometer till en kusin i Fridsbacka. Någon risk för ytterligare skottlossning fanns dock ej, eftersom han hade slut på ammunition. Kusinen skjutsade in honom till staden, där han klockan 12.43 odramatiskt överlämnade sig till polisen. När polisen dagen efter, på order av länsåklagare Karl Gustaf Olsson, skulle göra husrannsakan i Bengtssons hem utlöstes försåtsmineringar, som ledde till att en polisman skadades och att huset brann ned.

## Rättsligt efterspel
Huvudförhandlingarna inleddes den 10 augusti 1971 i Sydöstra Hälsinglands tingsrätt med lagman Lars Villius som ordförande och pågick under sex dagar. Rättegången hölls dock ej i tingshuset, där dödsskjutningarna ägt rum, utan i rådhusrättens tidigare lokaler i Söderhamns rådhus. Bengtsson försvarades av advokat Henning Sjöström, som ansåg att det förelåg förmildrande omständigheter och att han borde dömas för dråp. Bengtsson var mycket ångerfull över att ha skjutit advokat Fagerström. Länsåklagare Olsson yrkade dock på ansvar för mord i fyra fall. Den 14 september 1971 avkunnades domen, i vilken Bengtsson dömdes för mord och olaga vapeninnehav. Då den sinnesundersökning som genomförts vid Långholmens rättspsykiatriska klinik i Stockholm visade att brotten begåtts under inflytande av sinnessjukdom dömdes han till sluten psykiatrisk vård.
Efter att ha vårdats på den rättspsykiatriska kliniken på Sidsjöns sjukhus utskrevs Bengtsson i början av 1980-talet. Han levde därefter i stillsamhet och avled på Eklunda servicehem i Stråtjära den 20 juli 1993 i en ålder av 83 år.

## Mördaren i byn
År 1975 utkom Henning Sjöströms roman Mördaren i byn, vilken var inspirerad av, och uppvisade likheter med, tingshusmorden. Expressens kulturchef Bo Strömstedt ansåg att Sjöström hängde ut sina klienter och uppfattade detta agerande som djupt oetiskt. Detta föranledde en intensiv debatt mellan advokaten och publicisten och Sjöström stämde tidningens chefredaktör Per Wrigstad för grovt förtal, en stämning som dock drogs tillbaka. Sjöström och Strömstedt möttes även i en en och en halv timme lång TV-debatt under ledning av Siewert Öholm. Dessutom stämde Bengtsson 1976 Sjöström för förtal i ett tryckfrihetsmål, där Ernst-Hugo Järegård medverkade i rättegången med högläsning ur boken. Sjöström friades emellertid av rätten.